# Rhyon Nicole Brown
Rhyon Brown (auch: Rhyon, bürgerlich Rhyon Nicole Brown; * 6. Oktober 1992 in Los Angeles, Kalifornien) ist eine US-amerikanische Schauspielerin, Sängerin und Tänzerin.

## Werdegang
Rhyon ist die jüngere Schwester des R&B-Sängers RaVaughn. Sie gab 1999 ihr Filmdebüt in Santa & Pete und ist seitdem in verschiedenen TV-Shows aufgetreten. Brown hatte wiederkehrende Rollen in den Serien Raven blickt durch als Madison und Für alle Fälle Amy als Rebecca Van Exel. Im Jahr 2005 trat sie in 50 Cents semi-biografischen Film Get Rich or Die Tryin' als jüngere Version von 50 Cent Freundin Charlene auf.
Von 2007 bis 2009 spielte Brown in der ABC Family TV-Serie Lincoln Heights die Elizabeth „Lizzie“ Sutton, bevor die Serie im Jahr 2010 abgesetzt wurde. Im Jahr 2016 spielte sie in der Filmbiografie „Surviving Compton“ die Sängerin Michel’le. Der Film wurde am 17. Oktober 2016 auf dem US-amerikanischen Sender Lifetime Television ausgestrahlt.
Brown ist Absolventin der Junipero Serra High School in Gardena, Kalifornien.

## Filmografie
- 1999: Santa & Pete (Fernsehfilm)
- 1999–2004: Für alle Fälle Amy (Judging Amy, Fernsehserie, 12 Folgen)
- 2000: Providence (Fernsehserie, eine Folge)
- 2000: The Geena Davis Show (Fernsehserie, eine Folge)
- 2000, 2003: Emergency Room – Die Notaufnahme (ER, Fernsehserie, zwei Folgen)
- 2001: What’s Up, Dad? (My Wife and Kids, Fernsehserie, eine Folge)
- 2001: Alle lieben Raymond (Everybody Loves Raymond, Fernsehserie, eine Folge)
- 2002: Hidden Hills (Fernsehserie, drei Folgen)
- 2002: Boston Public (Fernsehserie, zwei Folgen)
- 2002: The Ellen Show (Fernsehserie, eine Folge)
- 2003: Two and a Half Men (Fernsehserie, eine Folge)
- 2003: One on One (Fernsehserie, eine Folge)
- 2003–2004: The Bernie Mac Show (Fernsehserie, zwei Folgen)
- 2004: Earthquake (Fernsehfilm)
- 2004–2006: Raven blickt durch (That’s So Raven, Fernsehserie, drei Folgen)
- 2005: Get Rich or Die Tryin’
- 2006: The Adventures of Brer Rabbit
- 2006: Eine himmlische Familie (7th Heaven, Fernsehserie, eine Folge)
- 2007: Numbers – Die Logik des Verbrechens (Numb3rs, Fernsehserie, eine Folge)
- 2007–2009: Lincoln Heights (Fernsehserie, 42 Folgen)
- 2008: In Plain Sight – In der Schusslinie (In Plain Sight, Fernsehserie, eine Folge)
- 2016: Surviving Compton
- 2019: Killers Anonymous – Traue niemandem (Killers Anonymous)
- 2022: Rolling into Christmas (Fernsehfilm)
- 2023: Spring Breakthrough (Fernsehfilm)